# Línea 4A1 (Comodoro Rivadavia)
La línea 4A1 denominada como Línea 4A1 San Cayetano - Aeronáutico es una línea de colectivos suburbana de Comodoro Rivadavia, que perteneció a la empresa Transportes Comodoro, pero luego pasó a manos de la empresa Transporte Patagonia Argentina en 2019. Une el B° Máximo Abásolo, San Cayetano, Pueyrredón, Roca, Centro, Aeronáutico y viceversa. 

## Cuadro Tarifario
| Boleto             | Tarifa |
| ------------------ | ------ |
| Urbano             | $22    |
| Suburbano          | $23.52 |
| Estudiante         | $11    |
| Jubilado           | $11    |
| Discapacitado      | $0.00  |
| Policía del Chubut | $0.00  |

En el caso de los boletos de Estudiante y Jubilado reciben un subsidio de la municipalidad de Comodoro Rivadavia que les cubre un 50% del valor del boleto.

## Recorrido principal
También llamado 4A San Cayetano - Aeronáutico Saavedra
| 4A1        | Primer servicio A: Aeronáutico | Primer servicio A: Máximo Abásolo | Último servicio A: Aeronáutico | Último servicio A: Máximo Abásolo |
| Laborables | 05:30                          | 06:32                             | 21:40                          | 22:42                             |
| Sábados    | 05:30                          | 06:32                             | 21:40                          | 22:42                             |
| Festivos   | 06:40                          | 07:40                             | 21:40                          | 22:40                             |

Ida
| BUS2 | KBHFa |

|  | BHF |

|  | BHF |

|  | BHF |

|  | BHF |

|  | BHF |

|  | BHF |

|  | BHF |

|  | BHF |

|  | BHF |

|  | BHF |

|  | BHF |

|  | BHF |

|  | BHF |

|  | BHF |

|  | BHF |

|  | BHF |

|  | BHF |

|  | BHF |

|  | BHF |

|  | BHF |

|  | BHF |

|  | BHF |

|  | BHF |

|  | BHF |

|  | BHF |

|  | BHF |

|  | BHF |

|  | BHF |

|  | BHF |

|  | BHF |

|  | BHF |

|  | BHF |

|  | BHF |

|  | BHF |

|  | BHF |

|  | BHF |

|  | BHF |

|  | BHF |

|  | BHF |

|  | BHF |

|  | KBHFe |

Regreso:
| BUS | KBHFa |

|  | BHF |

|  | BHF |

|  | BHF |

|  | BHF |

|  | BHF |

|  | BHF |

|  | BHF |

|  | BHF |

|  | BHF |

|  | BHF |

|  | BHF |

|  | BHF |

|  | BHF |

|  | BHF |

|  | BHF |

|  | BHF |

|  | BHF |

|  | BHF |

|  | BHF |

|  | BHF |

|  | BHF |

|  | BHF |

|  | BHF |

|  | BHF |

|  | BHF |

|  | BHF |

|  | BHF |

|  | BHF |

|  | BHF |

|  | BHF |

|  | BHF |

|  | BHF |

|  | BHF |

|  | BHF |

|  | BHF |

|  | BHF |

|  | BHF |

|  | BHF |

|  | BHF |

|  | BHF |

|  | KBHFe |